# Drusus tenellus
Drusus tenellus är en nattsländeart som först beskrevs av Klapalek 1898.  Drusus tenellus ingår i släktet Drusus och familjen husmasknattsländor. Inga underarter finns listade i Catalogue of Life.